# Ängesholmen
Ängesholmen este o arie protejată (arie specială de conservare — SAC, sit de importanță comunitară — SCI) din Finlanda întinsă pe o suprafață de 54,3 ha, integral pe uscat.

## Localizare
Centrul sitului Ängesholmen este situat la coordonatele 63°09′38″N 21°18′16″E / 63.1606°N 21.3044°E.

## Înființare
Situl Ängesholmen a fost declarat sit de importanță comunitară în mai 2002 pentru a proteja un număr necunoscut de specii din flora spontană și fauna sălbatică aflate în arealul zonei. Situl a fost protejat și ca arie specială de conservare în aprilie 2015.

## Biodiversitate
Situată în ecoregiunea boreală, aria protejată conține 9 habitate naturale: Lagune de coastă, Faleze cu vegetație de pe coastele atlantice și baltice, Lacuri și iazuri distrofice naturale, Cursuri de apă de la nivel de câmpie la nivel montan, cu vegetație Ranunculion fluitantis și Callitricho-Batrachion, Pante stâncoase silicioase cu vegetație casmofită, Păduri naturale în etape succesive primare ale suprafețelor emergente de coastă, Mlaștini împădurite, Insulițe și insule mici din Baltica boreală, Vegetație perenă pe țărmurile stâncoase.
La baza desemnării sitului se află un număr nedeclarat de specii protejate.
Pe lângă speciile protejate, pe teritoriul sitului au mai fost identificate 1 specie de mamifere, 1 specie de nevertebrate, 1 specie de pești.